# Dialetto po nasen
Il dialetto po nasen, conosciuto anche come Barsko o dialetto dell'Alta Val Torre, è un dialetto della lingua slovena parlato in Alta Val Torre, nei comuni italiani di Lusevera e di Taipana, nelle frazioni montane del comune di Attimis ed in alcune zone limitrofe. Il dialetto attinge parole dallo sloveno, friulano, italiano e da dialetti come il Carinziano occidentale o il dialetto della Val Canale. È il dialetto slavo più romanizzato ed allo stesso tempo uno dei più arcaici, caratteristiche che negli anni hanno catturato l'interesse di numerosi linguisti ed etnologi, i quali ne hanno sottolineato l'importanza e la particolarità dal punto di vista della tipologia linguistica.

## Etimologia
Nonostante questa parlata sia comunemente chiamata po nasen, locuzione dialettale che significa letteralmente "a modo nostro" e che pare essere la definizione che i locutori davano al loro dialetto quando gli veniva chiesto che lingua parlassero, i linguisti e gli slavisti tendono a riferirsi all'idioma col termine Dialetto dell'Alta Val Torre o Tersko (letteralmente "del Torre"), per rifletterne la localizzazione geografica.
Diffuso localmente anche il termine Barsko che significa letteralmente "di collina" e deriva proprio dalla parola bardo (collina), che è anche il nome dato a Lusevera. Barsko quindi è inteso come "luseverese, di lusevera".

## Origine e diffusione
Le origini del dialetto po nasen sono incerte. Nonostante sia chiaro che esso sia un dialetto slavo parlato dalle tribù di slavi alpini (antenati degli sloveni) insediatasi lungo le Alpi orientali fra la prima metà del sesto secolo dopo Cristo e la seconda metà del nono, di cui l'Alta Val Torre risulta il punto di colonizzazione più occidentale, rimane un interrogativo come questa lingua si sia sviluppata negli anni. Una delle ipotesi più plausibili è che questa parlata, simile a quella degli altri slavi alpini ed appartenente ad una categoria di dialetti sloveni definiti come dialetti litorali, abbia nel tempo assunto caratteristiche proprie dovute anche alla vicinanza geografica con aree friulanofone, la cui lingua ne ha influenzato lessico e parte della grammatica. Un'altra teoria è che l'idioma, similmente al resiano, sia effettivamente un idioma di transizione fra i dialetti sloveni litorali e i dialetti sloveni carinziani, in quanto presenta affinità linguistiche con entrambi. Altri lo considerano invece una parlata endemica della zona, non catalogabile in alcune categoria dialettale. Seppur negli anni sia stata più volte rivendicata un'indipendenza linguistica rispetto alla lingua slovena e si è parlato del po nasen come un dialetto slavo indipendente dallo sloveno, lo stesso Istituto per la lingua slovena di Lubiana ne ha ribadito l'appartenenza ad una serie di dialetti sloveni. Va ricordato inoltre che lo sloveno è una lingua che ha numerose varianti dialettali diversissime fra loro per via della loro origine rurale ma che nonostante ciò tutte queste parlate locali abbiano caratteristiche comuni che ne testimoniano l'origine comune slovena (come ad esempio il duale grammaticale) e da questo punto di vista il po nasen non fa eccezione. Ciò nonostante, per la sua posizione geografica periferica rispetto alla lingua slovena, conserva ancor'oggi numerosi arcaismi che lo sloveno ha nel tempo eliminato.
AI giorno d'oggi il po nasen è parlato solo in Alta Val Torre e nella vicina Taipana, ma storicamente non è stato sempre così. Infatti, nel punto massimo di espansione dell'idioma, esso veniva parlato anche nei vicini comuni di Nimis ed Attimis e addirittura in alcune zone settentrionali del comune di Tarcento, come ci suggerisce la toponomastica locale (la frazione di Nimis Ramandolo, ad esempio, si chiamava originariamente Romandol, dall'aggettivo slavo roman, latino, e dal suffisso -dol, significante valle; la frazione tarcentina Sammardenchia da Smardenca, che in slavo significa acqua putrida). Lo stesso ex comune di Ciseriis, oggi parte del comune di Tarcento, fu per molto tempo una zona dove il friulano convisse con il po nasen, seppur col tempo l'idioma slavo perse rilevanza fino a deperimento completo. Oggi viene parlato solo dagli autoctoni in alcune zone di Lusevera, Taipana e nelle frazioni montane dei comuni di Attimis e non viene più studiato, nonostante alcuni progetti comunali per preservare la parlata locale, come la pubblicazione di libri sull'argomento firmati dallo slavista Pavle Merkù, della ricerca e pubblicazione di fascicoli e libri della maestra Bruna Balloch riguardanti in particolare la parlata del paese di Subit e di alcune iniziative scolastiche. Di facto dunque il po nasen è attualmente in via di estinzione.

## Caratteristiche

### L'alfabeto
Il dialetto po nasen non dispone di alcuna codifica di una grafia ufficiale. Tuttavia, secondo una codifica redatta nei primi anni 2000 dal filologo friulano Dino Del Medico, i suoi fonemi posso essere espressi attraverso 27 lettere, di cui 25 in comune con l'alfabeto sloveno più due lettere (ģ e ć), ormai scomparse dalla lingua slovena ma ancora presenti in altre lingue slave, come il polacco ed il serbo. Come lo sloveno, utilizza l'alfabeto romano.
L'alfabeto po nasen completo è quindi a b c č ć d e f g ģ h i j k l m n o p r s š t u v z ž. Similmente all'italiano, le vocali sono a, e, i, o, u, mentre tutte le altre lettere sono considerate consonati.

### Fonologia
Di per sè, lo sloveno non ha differenze fonologiche troppo marcate con la lingua italiana. A maggior ragione, un dialetto romanizzato come il po nasen ha numerose analogie fonetiche con la lingua italiana e friulana, pur disponendo di una grafia differente.
b [b] si legge come "b" in bere
c [t͡s] si legge come "z" in zanzara
č [t͡ʃ] si legge come "c" in cena
ć [ʨ] si legge come la "ç" friulana in çus, ma con un suono leggermente più schiacciato
d [d] si legge come "d" in dare
f [f] si legge come "f" in fare
g [ɡ] si legge come "g" in gallina
ģ [ɣ] si legge come la "g" spagnola in fuego (senza contatto tra la lingua ed il palato)
h [x] si legge come "ch" nel tedesco machen
j [j] si legge come "i" in iato
k [k] si legge come "c" in castello
l [l] si legge come "l" in lana
m [m] si legge come "m" in mamma
n [n] si legge come "n" in nonna
p [p] si legge come "p" in papà
r [r] si legge come "r" in raro
s [s] si legge come "s" in salsa
š [ʃ] si legge come "sc" in sciabola
t [t] si legge come "t" in tutto
v [v] si legge come "v" in vivere
z [z] si legge come "s" in rosa
ž [ʒ] si legge come la "j" francese in journal

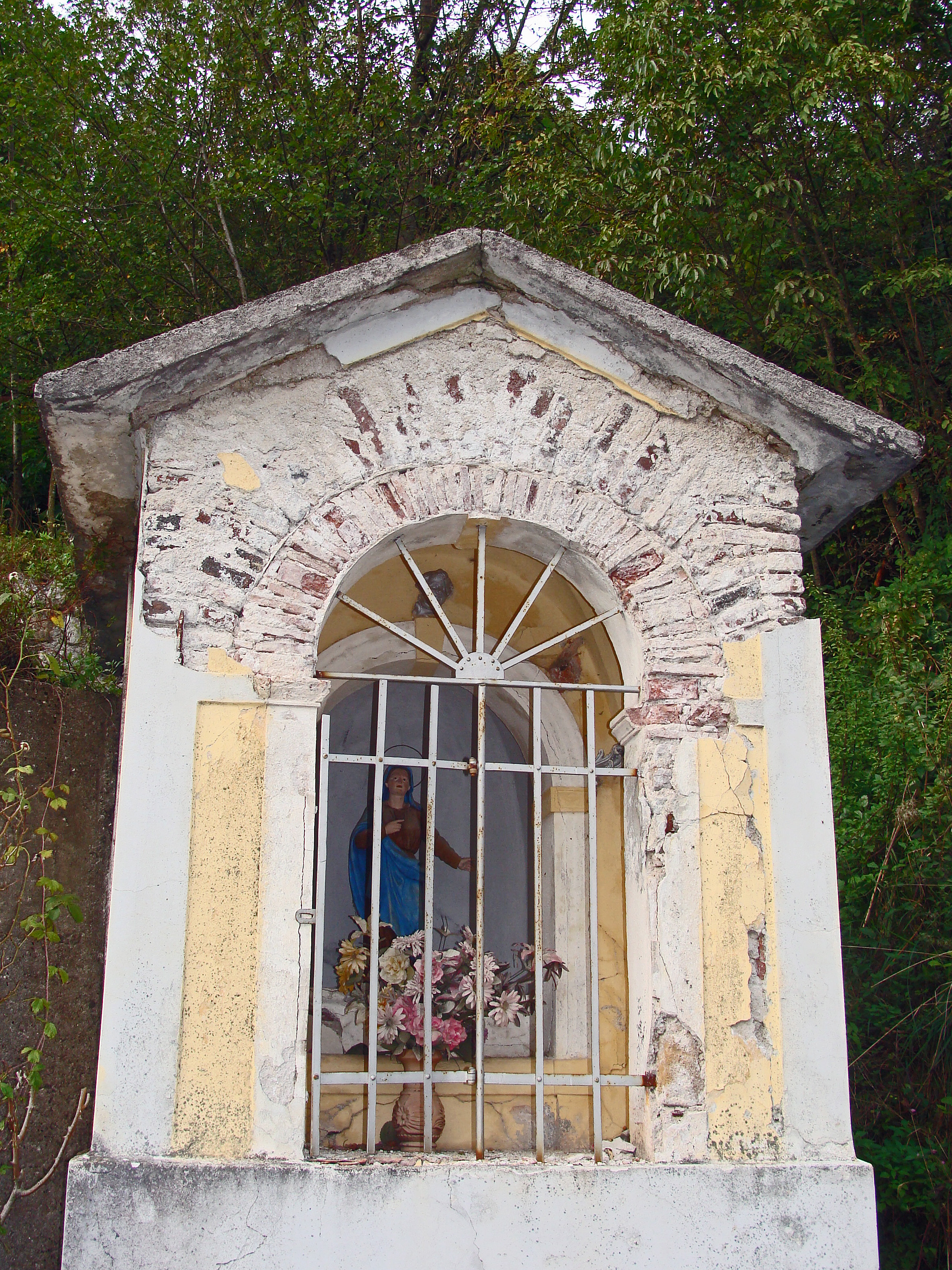
Ancona votiva a Micottis, comune di Lusevera

### Morfologia
A causa della parziale latinizzazione che il dialetto ha subito nel corso dei secoli, la sua morfologia risulta molto distante da quella slovena, con notevoli differenze grammaticali.

#### Il duale
La forma duale, forma grammaticale plurale che indica però solo due persone ancora presente nello sloveno, si è conservata ormai solo nei casi accusativo e nominativo. La forma duale nei verbi è scomparsa.

#### Il neutro
Il neutro, caratteristica di quasi tutte le lingue slave, è presente solo al singolare. Per indicare il neutro plurale si usa il femminile.

### Lessico
Il lessico po nasen si dimostra particolarmente specifico e peculiare nei termini riguardanti piante, agricoltura e pastorizia, con numerosi sinonimi e parole e locuzioni diverse e specifiche, spesso arcaismi molto diversi dallo sloveno standard. Si serve invece di prestiti in gran parte latini per termini riguardanti politica, campo giudiziario, campo medico e scolastico.
| Po nasen  | Sloveno | Resiano | Friulano | Italiano  |
| --------- | ------- | ------- | -------- | --------- |
| Brina     | Smreka  | Symreka | Peç      | Abete     |
| Brati     | Brati   | Lajat   | Lei      | Leggere   |
| Kunin     | Zajec   | Sez     | Cunin    | Coniglio  |
| Mateanja  | Igre    | Gjuh    | Zûc      | Gioco     |
| Ser       | Sir     | Ser     | Formadi  | Formaggio |
| Žena      | Ženska  | Zana    | Femine   | Donna     |
| Kries     | Kres    | Krist   | Fogaron  | Falò      |
| Zelen     | Zelena  | Slen    | Vert     | Verde     |
| Militar   | Vojska  | Mylytar | Militâr  | Militare  |
| Omatikati | Motika  | Mutykat | Sapâ     | Zappare   |
| Grampier  | Krompir | Krampir | Patate   | Patata    |
| Trava     | Trava   | Traua   | Jerbe    | Erba      |
| Kulin     | Orehi   | Ureh    | Cocule   | Noce      |
| Cjandrea  | Stol    | Skanj   | Cjadree  | Sedia     |

Le differenze con lo sloveno standard sono anche riconducibili alle diverse evoluzioni delle due lingue. Un altro esempio di differenza sostanziale fra il lessico sloveno e quello po nasen si può trovare nel confronto fra il Padre nostro nelle due diverse parlate. 
| Po nasen | Sloveno | Friulano | Italiano |
| --- | --- | --- | --- |
| Nas caca, ke te se una na raju, to bude sveto tvo ime, ke u pride tvuj renjio, ke na se store tva volontat tekaj u nebesah kuj ta na zemji. Dej nam usakdanj kruh anu odpuste nam nas douh, tej ke mi opuscamo nasin douznikom. Ne hodi naz zapeutat tou tentacjiun, ma brani nas od usa hudaa. Amen | Oce nas, ki si v nebesibl, posvceno bodi tvoje ime, pridi k nam tvoje kraljestvo, zgodi se tvoja volja, kakor v nebesih tako na zemlij. Daj nam danes nas vsakdanji kruh, in odpusti nam nase dolznikom, in ne vpelji nas v skusnjavo, temvec resi nas hudega. Amen. | Pari nestri, che tu ses tai cii, ch'al sedi santificât il to non, ch'al vegni il to ream, che e sedi fate la tô volontât, come in cîl, cussì in tiere. Danus vuê il pan ch'al nus covente e parinus jù i nestris debits, come che nô ur ai parìn jù ai nestris debitôrs, e no sta molânus te tentazion ma liberinus dal mâl. Amen | Padre nostro, che sei nei cieli, sia santificato il tuo nome, venga il tuo regno, sia fatta la tua volontà, come in cielo così in terra. Dacci oggi il nostro pane quotidiano, e rimetti a noi i nostri debiti come noi li rimettiamo ai nostri debitori, e non ci indurre in tentazione, ma liberaci dal male. Amen. |

### I numeri
I numeri sono forse una delle peculiarità principali del dialetto in quanto esistono nella parlata locale i numeri solo fino a dieci. Oltre il dieci, si era soliti proseguire in friulano. Nello specifico, i numeri sono: 
| Numero | Po nasen | Sloveno | Resiano | Friulano |
| ------ | -------- | ------- | ------- | -------- |
| 1      | Dan      | Ena     | Dna     | Un       |
| 2      | Dva      | Dva     | Dua     | Doi      |
| 3      | Tri      | Tri     | Try     | Tre      |
| 4      | Ceteri   | Štiri   | Stire   | Cuatri   |
| 5      | Pet      | Pet     | Pet     | Cinc     |
| 6      | Sest     | Šest    | Sejst   | Sîs      |
| 7      | Sedan    | Sedem   | Sedan   | Siet     |
| 8      | Osan     | Osem    | Osan    | Vot      |
| 9      | Devat    | Devet   | Devat   | Nûf      |
| 10     | Desat    | Deset   | Desat   | Dîs      |

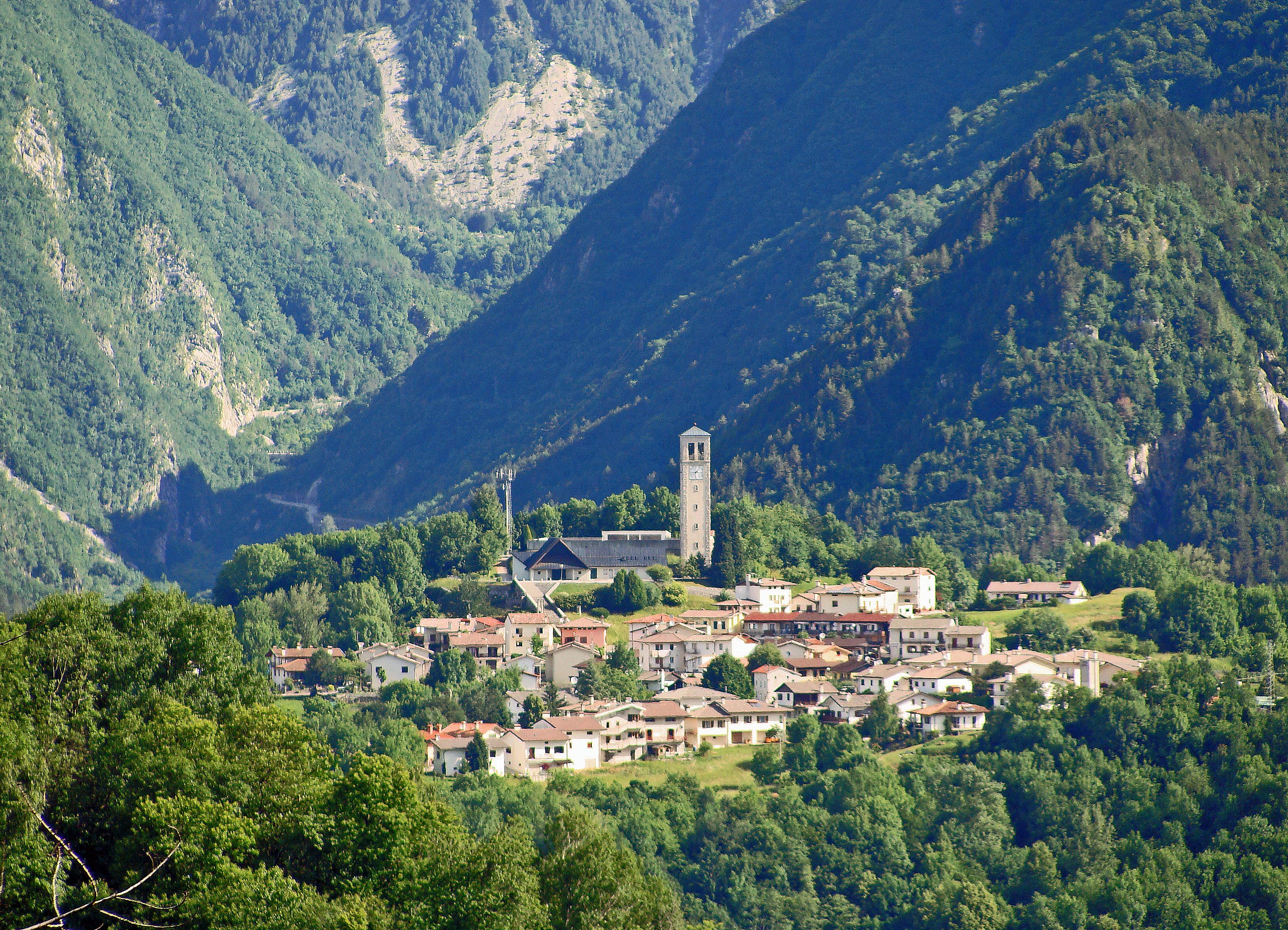
Veduta del comune di Lusevera

Tuttavia, come riporta il folklorista Dino Del Medico nella sua antologia "Bardo Dan Bot", per le decine e le centinaia, erano diffusi dei metodi alternativi di conta fra chi non conosceva la lingua friulana.

#### Il metodo classico
Per indicare le decine, si diceva tante volte dieci (per dire trenta, tre volte dieci), con l'aggiunta del suffisso -krat alla fine del numero moltiplicato dieci (trikrat desat), con l'eventuale aggiunta di altre unità (trentuno diventa trikrat desat enu dan, trenta volte dieci più uno). Le centinaia invece si esprimevano tramite la locuzione desat cas desat (dieci volte dieci) tante volte quante erano le centinaia (duecento era dvarkat desat cas desat, due volte dieci volte dieci). Esisteva un termine per il mille, pressoché inutilizzato.

#### Il metodo contratto
Per indicare le decine, si contraeva la formula trikrat desat in tridesat, con l'eventuale aggiunta di unità che seguono il metodo classico. Le centinaia si esprimevano attraverso il termine stuo (cento), preceduto dal numero corrispondente alla quantità di centinaia (duecento, dvastuo, trecento, tristuo). 